# Sobienki
Sobienki (do 2012 Sobieńki) – wieś sołecka w Polsce położona w województwie mazowieckim, w powiecie otwockim, w gminie Osieck.
| SIMC    | Nazwa  | Rodzaj    |
| ------- | ------ | --------- |
| 0683370 | Brody  | część wsi |
| 0683393 | Majdan | część wsi |

Wierni Kościoła rzymskokatolickiego należą do parafii św. Bartłomieja Apostoła w Osiecku.
Przez wieś przechodzi droga wojewódzka nr 739.
W latach 1975–1998 miejscowość administracyjnie należała do województwa siedleckiego. 1 stycznia 2012 nastąpiła zmiana nazwy wsi z Sobieńki na Sobienki.